# متیو شابرت
متیو شابرت (انگلیسی: Mathieu Chabert؛ زادهٔ ۵ دسامبر ۱۹۷۸) بازیکن فوتبال اهل فرانسه است.
از باشگاه‌هایی که در آن بازی کرده‌است می‌توان به باشگاه فوتبال اودینزه اشاره کرد.